# Вулиця Атени Пашко
Вулиця Атени Пашко — вулиця в Голосіївському районі міста Києва, масив Теремки. Пролягає від Теремківської вулиці до Кільцевої дороги.
Прилучається вулиця Соломії Павличко.

## Історія
Виникла наприкінці 2010-х під проєктною назвою вулиця Проєктна 12970. Назва на честь української поетки, громадської діячки, дружини В’ячеслава Чорновола Атени Пашко — з 2019 року.